# Celatoblatta pallidicauda
Celatoblatta pallidicauda är en kackerlacksart som beskrevs av Johns 1966. Celatoblatta pallidicauda ingår i släktet Celatoblatta och familjen storkackerlackor. Inga underarter finns listade i Catalogue of Life.